# Dieter Bast
Dieter Bast (* 28. August 1951 in Oberhausen) ist ein ehemaliger deutscher Fußballspieler, der insgesamt 412 Bundesliga-Spiele bestritt und dabei 54 Tore schoss.

## Leben
Vor seiner Profikarriere lernte Bast den Beruf des Werkzeugmachers. Neben der Ausbildung spielte er, zunächst als Stürmer, in der Jugend von Arminia Klosterhardt und dann in der A-Jugend von Sterkrade 06/07, wo er Verantwortlichen von Rot-Weiss Essen und Borussia Mönchengladbach auffiel.

### Karriere
Bast gab sein Bundesligadebüt für Rot-Weiss Essen an seinem 19. Geburtstag. Die Essener hatten Bast verpflichtet, nachdem sie bei seinen Spielen für Sterkrade 06/07 auf ihn aufmerksam geworden waren. Zwar war auch Borussia Mönchengladbach an dem Talent interessiert, doch konnte RWE-Geschäftsführer Paul Nikelski Basts Zusage sichern, ehe die Borussia dem Spieler ein Angebot unterbreiten konnte.
Bast wurde schnell Stammspieler und bestritt für die Rot-Weissen bis zu deren Abstieg 1977 insgesamt 149 Bundesliga- und 64 Regionalliga-Spiele. Danach wechselte er im Jahr 1977, trotz eines Angebotes von Bayern München und dem Interesse von Eintracht Frankfurt, für damals sagenhafte 800.000 DM zum Ligakonkurrenten VfL Bochum. Dies war zu dieser Zeit der zweitteuerste Transfer der Bundesliga, nach Paul Breitner, der zu Real Madrid ging. Die anderen Angebote nahm er nicht an, da er nicht aus dem Ruhrgebiet wegziehen wollte. Im Jahr 1983 wurde Bast, da der VfL Bochum finanzielle Probleme hatte, zusammen mit Wolfgang Patzke und Ulrich Bittorf schließlich für eine Gesamt-Ablösesumme von 1,5 Millionen DM zu Bayer 04 Leverkusen transferiert. Da er in Leverkusen zuletzt aber nur selten spielte, bat er den Verein, seinen Vertrag aufzulösen. Seine Karriere beendete er in der 2. Bundesliga bei Rot-Weiss Essen, weil er dies dem Vorstand vor dem Wechsel nach Leverkusen versprochen hatte.
Bast spielte zweimal für die U-23-, viermal in der B-Nationalmannschaft und 14-mal für die Olympiaauswahlmannschaft. Bei den Olympischen Sommerspielen 1984 in Los Angeles war Bast Kapitän der deutschen Auswahl, die im Viertelfinale des Turnieres an Jugoslawien scheiterte.

### Nach der Karriere
Nach dem Karriereende war Bast zunächst Miteigentümer eines Autohauses. Zwischen 1991 und 1995 war er Mitglied des Vorstandes von Rot-Weiss Essen und für den sportlichen Bereich als sportlicher Leiter zuständig. In dieser Funktion verpflichtete er Jürgen Röber, zunächst als Co-Trainer, der somit seine erste Trainerstation hatte.
Inzwischen ist Bast bei einer Firma für Elektromontagen in Essen für den Einkauf zuständig.
Dieter Bast betreut heute unter anderem das Traditionsteam von Rot-Weiss Essen, das er selbst 1996 mit ins Leben gerufen hat. Ebenso engagiert er sich ehrenamtlich für den Verein und war maßgeblich am Abschluss des Vertrages mit Haupt- und Trikotsponsor Renault beteiligt.
Dieter Bast lebt nach wie vor in Oberhausen. Er ist seit 1972 verheiratet und seit 1974 Vater.

Bast wurde am 25. Juni 2023 zum Ehrenmitglied von Rot-Weiss Essen gewählt. Der Ehrenrat des Vereins schlug den 293-maligen RWE Spieler auf der Jahreshauptversammlung vor. Die Vereinsmitglieder stimmten einstimmig für diesen Vorschlag. 2007 wurde er zum 100-jährigen Vereinsjubiläum in die Jahrhundertelf gewählt. Nach dem Karriere-Ende fungierte er als Funktionär und ist bist heute für die Traditionsmannschaft verantwortlich.

## Bemerkenswertes
- Obwohl Dieter Bast rund 15 Jahre in der Fußball-Bundesliga spielte und stets Stammspieler war, blieben ihm große Erfolge verwehrt. Er gewann nie einen Titel und bestritt niemals ein A-Länderspiel.
- Bast ist einer von bislang sechs Bundesliga-Spielern, die zwei Eigentore in einem Spiel erzielten. Dies geschah am 2. Februar 1980, als durch seine Eigentore eine 2:1-Führung seines Vereins in Mönchengladbach noch verspielt wurde.[3]